# ورزشگاه خالد بن ولید
ورزشگاه خالد بن ولید ورزشگاه ملی در حمص، سوریه می‌باشد. امروزه از آن بیشتر برای برپایی مسابقه‌های فوتبال و به عنوان ورزشگاه خانگی الکرامه و الوثبه استفاده می‌شود. این ورزشگاه گنجایش ۳۲٬۰۰۰ نفر تماشاچی را دارد و در سال ۱۹۶۰ ساخته شده است.